# BIG TIME CHANGES
『BIG TIME CHANGES』（ビッグ・タイム・チェンジス）は、日本のヘヴィメタルバンドである聖飢魔IIの第四大教典。
魔暦紀元前13年（1987年）11月21日にCBS・ソニーのFITZBEATレーベルから発布された4作目のオリジナル・アルバム。前作『地獄より愛をこめて』（1986年）より1年ぶりに発布された大教典であり、作詞はジャンキー・モンキー・ベイビーズおよびデーモン小暮、SGT. ルーク篁III世、作曲は篁およびエース清水、ゼノン石川、ライデン湯沢が担当、プロデュースは聖飢魔IIの他にCBS・ソニー所属の丸沢“サテュロス”和宏および山本“ケン”健也が担当している。
前作発布後にギターのジェイル大橋が脱退し、新たにSgt.ルーク篁III世参謀が新たに加入して制作が進められた。この悪魔事異動が最後となり、以後1999年の解散までは同じ構成員で活動することになった。前作におけるメインコンポーザーが脱退した影響により、本作では構成員全員が作曲を行う形となった。
本作はオリコンアルバムチャートにおいて、総合では最高位第9位となった。本作からは同日に小教典「1999 SECRET OBJECT」がシングルカットとして発布された。

## 背景
1987年7月27日に岡山県の蒜山高原にて行われた屋外イベントに聖飢魔IIが出演した際、デーモン小暮は舞台上のテント屋根のハリの上から飛び降りた影響で足を骨折し入院することになった。事故の影響により数本のイベントへの参加が中止となった結果、時間が確保できた構成員は3作目となる大教典『地獄より愛をこめて』（1986年）のレコーディング準備に取り掛かることになった。しかし小暮が入院中のため不在であったこともありレコーディングの指揮権を握る人物がおらず、楽曲の大半を制作したジェイル大橋が中心となってレコーディングは進められた。音楽制作に対する独自の意向を持っていた大橋は他の構成員に対してかなり強い要求を出しており、それに対してライデン湯沢は「正直やりづらかった」と述べた他、ゼノン石川は「言ってみれば、ジェイルのロック理念みたいなのを、俺たちがそれを具体化するために協力するんだ～みたいな感じだったね」と述べている。
大教典発布後、聖飢魔IIは同年10月15日から「大黒ミサツアー」と題した初のホール規模のミサツアーを行った。当時小暮の骨折により開催が危ぶまれていたツアーであったが、小暮は「スーパーデーモンカー」と呼ばれる可動式の車椅子に乗りながらパフォーマンスを行うことでツアーが可能となった。ツアーは盛況であったがあらゆる場面で大橋の不満が露呈しており、ツアー中は構成員間で常に緊張感のある張り詰めた空気が漂っていたという。大橋の振舞いに手を焼いていた構成員やスタッフは大橋に対してバンドからの脱退を促す話も出ていた折、大橋は自ら脱退を申し出ることになった。大橋は聖飢魔IIの構成員としてホール規模の会場が満員になるなど下積み経験がないまま成功を手にしたことで、「まだまだ、もっとやれる。もっとやりたい」という気持ちが強くなったものの、日本のフィールドには余地がないと判断したためにツアー中に常に脱退することを考えていたという。また大橋は聖飢魔IIが音楽的評価を得られていないことや、インタビューにおいて音楽的な話が出来ない状態であったことにストレスを溜めており、ツアー中に自身のキャラクターが完成したと感じていたため飽和状態に陥ったことなども重なり脱退を希望するようになった。そして翌1987年1月10日頃、大橋は聖飢魔IIから正式に脱退、悪魔を自称することもやめてアメリカ合衆国へと旅立つことになった。

## 録音、制作
大橋が脱退したことを受けて、聖飢魔IIはかつてオーディションにて大橋と選考を争ったルーク篁に声を掛け、1988年1月16日に行われた再度のオーディションを経て、正式に篁が構成員となる悪魔事異動が行われた。その後小教典「EL・DO・RA・DO」制作のため1月下旬から2月中旬までリハーサルおよびレコーディングが行われ、2月23日にはTBS系音楽番組『Live G』の収録があり篁はその場で初めて構成員としてステージに立つことになった。かつて小暮と篁が「紫馬肥（むらさきうまごやし）」というバンドの所属時に共作で制作したのが「EL・DO・RA・DO」であり、『地獄より愛をこめて』に収録する際に小暮は篁に使用許可を得るため電話で連絡をしていた。この件に関して小暮は、曲が書けない時期であったためにアマチュア時代の楽曲を収録する決定をしたただけであり、同作の中で重要な楽曲になるとも想定しておらずまた後に篁が加入することを見越して収録した訳ではないと述べている。篁は聖飢魔IIという著名なバンドに加入したことで大変な苦労を伴ったと述べており、大橋の代わりということもあって大橋が制作した曲のギターフレーズを弾かなくてはならず、またダミアン浜田の制作曲も弾かなければならないため努力を重ねたと述べている。また自身の加入により他の構成員も当時は苦労したのではないかと推測している。
本作の制作時にはストックされた楽曲が全く存在せず、合宿において構成員全員が作曲を担当することになった。全員で楽曲を制作するという提案を聞いた湯沢は、「じゃあ俺も書かなきゃいけねえのか!?」と当初は戸惑いがあったと述べている。清水は本作のレコーディングが楽しかったと述べており、レコーディング・エンジニアとの意思疎通が首尾よく進み、コミュニケーションがスムーズに行えたレコーディングであったと述べている。また、最初にレコーディングされた楽曲は「ROCK'N'ROLL PRISONER」であり、清水は同曲には篁が持ち込んだアメリカン・ロックのテイストが如実に表れていると指摘した上で、「これは俺もうほんとに嬉しかったからね。このテイストが入って来ることが」と述べ絶賛している。その他、プロデューサーである丸沢和宏の自宅で夜中まで「ANGEL SMILE」の作詞を行っていたことなどを述懐している。篁にとっては初めてのレコーディングとなったが、当時は著名なバンドに加入したことは意識していたものの、それがどのような影響を及ぼすのかを全く自覚していなかったと述べており、全員で楽曲を持ち寄るとの話を聞いて「たくさんの人に聴いてもらえるチャンスがきたな。ラッキーだから、がんばろう」という感覚であったと述べている。また、本作の発布日はすでに決定されており、マスタリングやトラックダウンなどの日程が詳細に決まっていたにも拘わらず、収録曲を増加する意向を受けて日程がずれ込んだことについて篁は、「それがすごいと思ったね。メジャーのレコード会社が待ってくれるんだって。ビッグなアーティストなんだとそこで思ったね」と述べている。

## 音楽性とテーマ
小暮は前作において「EL・DO・RA・DO」を収録していたことが影響し同曲の作曲者である篁の加入がスムーズに行えたことや、小教典「EL・DO・RA・DO」のB面曲として清水が制作した「BURNING BLOOD」を収録できたことで構成員の交代が問題なく行えたと述べている。メイン・コンポーザーであった大橋の脱退によって窮地に陥っていた聖飢魔IIであったが、清水が「BURNING BLOOD」を完成させたこと、また「EL・DO・RA・DO」の作曲者である篁が加入したことで事なきを得たと小暮は述べており、そのため前作と本作の間に発布された小教典「EL・DO・RA・DO」が重要な存在であるとも述べている。また前作から星島に代わって加入した石川の影響で、リズム・セクションもそれまでの安易で暴力的な路線から柔軟な路線に変更され、ギターに関しても刺々しいロックを前面に出すのではなく、ロックを客観視することができる2名のギタリストになったことで、浜田が作り上げた世界観を踏襲するのではなくそれまでとは異なるバンドとして「我々にしか作れない音楽を作って行こう」という考え方に変化したと小暮は述べている。本作においてはアメリカン・ロック色の強い楽曲やスラッピングベースを導入してファンクの雰囲気を持つ楽曲を制作するなど時間を掛けて実験的な要素を盛り込んでおり、それについて小暮は本作が存在しなければその後の聖飢魔IIの音楽性の広がりはなかったであろうと推測している。
篁は本作において、「ROCK'N'ROLL PRISONER」「1999 SECRET OBJECT」「NEVER ENDING DARKNESS」など個人的趣向であったハードロック色の強い楽曲を制作したと述べている。篁は聖飢魔IIへの加入前まではバンドに対する表面的な部分しか見ておらず、そのため単純に自身が格好良いと思う部分だけを広げていくことを求めていたが加入後に困難に直面したと述べている。聖飢魔IIは浜田が作り上げた世界観で人気を博したバンドであったことから曲調がマイナーでなければならないとの制約があり、明るいメジャー調の楽曲は忌避されていたが篁はこれに疑問を感じていた。清水は小暮とかつてバンドを組んでいた篁の加入によってバンド内の雰囲気が向上したと述べた他、加入後すぐにレコーディングが開始されたこともあり、音に関してまだまだ未熟であった構成員にとっては苦労が絶えなかったとも述べている。清水は篁が制作した「ROCK'N'ROLL PRISONER」を聴いた時に「よし、これでこのバンドはいける!」と確信したと述べた他、それまでのおどろおどろしく湿度の高いボーカルを披露していた小暮が乾いたアメリカン・ロックの楽曲で歌唱することで新風を吹き込んだと述べている。石川は新たに加入した篁について大橋とは全く異なるキャラクターのギタリストであったと述べた上で、「新しい構成員と上手く長続きしてやって行こうという、そういう気運が芽生えて来る時期でもあるんだよ、この第四大教典のレコーディングの頃っていうのは」とも述べている。湯沢は前作において自身のドラムスの下手さ加減に嫌気が差したと述べていたが、本作においてはそのような感覚は持たなかったものの後年聴いた際にやはり下手であると自省の念を表明している。

## 楽曲

### Side.A
1. 「ROCK'N'ROLL PRISONER」
本作で最初にレコーディングされた楽曲[14]。清水は本曲を聴いてバンド活動が継続できると確信したと述べている[20]。
2. 「EARTH EATER」
テレビ番組などで演奏する際、清水はギターだけでなくキーボードによるオーケストラル・ヒットの部分も担当している。
3. 「1999 SECRET OBJECT」
4枚目の小教典。詳細は「1999 SECRET OBJECT」を参照。
4. 「FROG NIGHT」
Bメロにおいてレッド・ツェッペリンの楽曲「天国への階段」（1971年）が引用されている。
5. 「 破れぬ夢の中で」

### Side.B
1. 「BIG TIME CHANGES」
2. 「NEVER ENDING DARKNESS」
3. 「THE FINAL APOCALYPSE」
2番をグラスバレー所属の出口雅之が歌唱している[21]。
4. 「CREEPING TWILIGHT」
5. 「ANGEL SMILE」
本曲では清水がボーカルを担当している。聖飢魔II解散後、清水が元グラスバレーの本田海月とともに結成したface to aceのファーストシングル「MISSING WORD」のカップリング曲として本曲のセルフカバーが収録されている[22][23]。

## リリース、批評、チャート成績
| 専門評論家によるレビュー | 専門評論家によるレビュー |
| レビュー・スコア         | レビュー・スコア         |
| 出典                     | 評価                     |
| ------------------------ | ------------------------ |
| CDジャーナル             | 肯定的                   |
| TOWER RECORDS ONLINE     | 肯定的                   |

本作は魔暦紀元前12年（1987年）11月21日にCBS・ソニーのFITZBEATレーベルからLPおよびCT、CDの3形態で発布された。LP盤の帯に記載されたキャッチフレーズは「悪魔教典第4弾! 世界征服迫る! ロス・アンゼルス・リミックスによる完全無欠のハード・ロック・サウンドをひっさげて今、四たび悪魔が蘇る。」であった。第一教典『聖飢魔II〜悪魔が来たりてヘヴィメタる』（1985年）から継続されていた最終曲の演奏終了後に追加されるおまけ要素は本作が最後となり、以降の大教典には収録されていない。また、本作と同日に小教典「1999 SECRET OBJECT」が発布されている。
本作に対する評価として、音楽情報サイト『CDジャーナル』では本作がロサンゼルスでリミックス作業が行われたことを指摘した上で、聖飢魔IIの従来からのイメージが色物的であり、本作においてもそのイメージが払拭できていないのはビジュアル面だけであると主張、「音だけ拾ってみればV・ヘイレン風やバラード調ありと器用な所もある」と肯定的に評価、音楽情報サイト『TOWER RECORDS ONLINE』においても同様の指摘がなされた上で、「メディアに登場当初は色物扱いされたが、音楽的にはレベルの高い演奏を披露」と述べた他、「貴重な本格的ロックバンドの音だ」と肯定的に評価した。オリコンアルバムチャートにおいて、本作のLP盤は最高位第8位の登場週数7回で売り上げ枚数は1.6万枚、CTおよびCDを含めた総合では最高位第9位の登場週数5回で売り上げ枚数は4.9万枚となった。
2013年4月10日にアナログ・レコード時代の日本の名盤を復刻するという触れ込みの「日本の名盤復刻シリーズ」において聖飢魔IIの3作品の内の一作品として本作が選定され、最新リマスタリング盤のBlu-spec CD2仕様にて再リリースされた。

## プロモーション
1987年4月から小暮はニッポン放送の深夜番組『オールナイトニッポン』の第1部において『デーモン小暮のオールナイトニッポン』（1987年 - 1990年）としてパーソナリティを担当することになった。当時の聖飢魔IIはフジテレビ系バラエティ番組『夕やけニャンニャン』（1985年 - 1987年）を始めとして、フジテレビ系音楽番組『夜のヒットスタジオDELUXE』（1985年 - 1989年）やテレビ朝日系音楽番組『ミュージックステーション』（1986年 - ）に出演するなど露出度が高くなっており、また雑誌『宝島』の連載なども請け負っていた結果、音楽以外の部分に魅力を感じるファンが増加している状態であったと小暮は述べている。しかし『オールナイトニッポン』のレギュラー出演を抱えたことで、ツアー時に地方から戻って来る必要性やミサ終了後、あるいは打ち上げの最中に小暮と篁のみが抜けてラジオ局に向かうなど、小暮の体力面に対する不安を抱えていたと湯沢は述べている。また大橋という花形のギタリストが脱退しており、新しく加入した篁をどのようにスターとして売り出していくかについても検討が重ねられ、『オールナイトニッポン』にも出演させることになったと小暮は述べている。それまでの聖飢魔IIは構成員が変更されようとも世間一般においては「グハハハ」という笑い声に象徴される一団というイメージであったが、この時点からそれまでとは異なる構成員それぞれのキャラクターをアピールしていくという考え方が生まれ、篁に関してもどうすれば大橋と異なるキャラクターでカッコよさをアピールできるのかを検討していたという。石川についてもゾッド星島のように大暴れするキャラクターには不向きであったため、外見は強面であるにも拘わらず実は穏やかな性格であるという売り出し方をしており、「それぞれの役割分担を意識的に強調しようとし始めていた感じなのかな」と小暮は述べている。この当時には活動そのものに対する問題意識も生まれており、「音楽的な部分で“グループとしてどういう楽曲を作り、どういうステージングをやっていくのか?”“今後のビジョンをどうするのか”。また、グループ全体の表に露出しているイメージを“どのようなトータリティーで進めていくのか?”さらにグループとは独立し、デーモンのタレント性としての世の中へのアプローチの仕方を“どのように制限するのか、また広げるのか?”。諸問題ともうれしい悲鳴とも言えることがクローズアップされる時代になってきたね」と小暮は述べている。

## 収録曲
- CDブックレットに記載されたクレジットを参照[31]。

| #         | タイトル                                    | 作詞                             | 作曲              | 編曲      | 時間  |
| --------- | ------------------------------------------- | -------------------------------- | ----------------- | --------- | ----- |
| 1.        | 「ROCK'N'ROLL PRISONER」                    | ジャンキー・モンキー・ベイビーズ | SGT.ルーク篁III世 | 聖飢魔II  | 4:16  |
| 2.        | 「EARTH EATER」                             | デーモン小暮                     | エース清水        | 聖飢魔II  | 4:37  |
| 3.        | 「1999 SECRET OBJECT」                      | デーモン小暮                     | SGT.ルーク篁III世 | 聖飢魔II  | 4:17  |
| 4.        | 「FROG NIGHT」                              | デーモン小暮                     | ゼノン石川        | 聖飢魔II  | 4:47  |
| 5.        | 「破れぬ夢の中で」(YABURENU YUME NO NAKADE) | デーモン小暮                     | エース清水        | 聖飢魔II  | 4:01  |
| 合計時間: | 合計時間:                                   | 合計時間:                        | 合計時間:         | 合計時間: | 21:58 |

| #         | タイトル                  | 作詞                                         | 作曲              | 編曲      | 時間  |
| --------- | ------------------------- | -------------------------------------------- | ----------------- | --------- | ----- |
| 6.        | 「BIG TIME CHANGES」      | ジャンキー・モンキー・ベイビーズ             | エース清水        | 聖飢魔II  | 4:26  |
| 7.        | 「NEVER ENDING DARKNESS」 | SGT.ルーク篁III世                            | SGT.ルーク篁III世 | 聖飢魔II  | 6:25  |
| 8.        | 「THE FINAL APOCALYPSE」  | デーモン小暮                                 | ライデン湯沢      | 聖飢魔II  | 2:22  |
| 9.        | 「CREEPING TWILIGHT」     | デーモン小暮                                 | エース清水        | 聖飢魔II  | 4:48  |
| 10.       | 「ANGEL SMILE」           | ジャンキー・モンキー・ベイビーズ、エース清水 | エース清水        | 聖飢魔II  | 4:26  |
| 合計時間: | 合計時間:                 | 合計時間:                                    | 合計時間:         | 合計時間: | 22:27 |

## スタッフ・クレジット
- CDブックレット背表紙に記載されたクレジットを参照[21]。

### 聖飢魔II
- デーモン小暮 – ボーカル
- エース清水 – ギター、コーラス、ボーカル
- SGT.ルーク篁III世 – ギター、コーラス
- ゼノン石川 – ベース、コーラス
- ライデン湯沢 – ドラムス、コーラス

### 参加ミュージシャン
- 桜井“ゼラ”康史 – シンセサイザー・オペレイト、シンセサイザー
- "NAZO NO BAKABON" TSUDA – シンセサイザー、ピアノ
- 出口雅之（グラスバレー） – ボーカル、コーラス

### 録音スタッフ
- 聖飢魔II – プロデューサー
- 丸沢“サテュロス”和宏 – プロデューサー
- 山本“ケン”健也 – プロデューサー
- 後藤昌司 – エンジニア
- 三上義英 – アシスタント・エンジニア
- 松本元成 – アシスタント・エンジニア
- ごみよしお – アシスタント・エンジニア
- 伊藤康弘 – アシスタント・エンジニア
- 新島誠 – アシスタント・エンジニア
- リチャード・マッカーナン – ミキシング・エンジニア
- GOH HOTODA – セカンド・エンジニア
- ボブ・ラチヴィタ – アシスタント・エンジニア
- マイク・タッシ – アシスタント・エンジニア
- クリス・ファーマン – アシスタント・エンジニア
- 田中三一 – CDマスタリング・エンジニア
- 平野“センシー”喜久雄（ミュージックチェイス） – マネージャー
- イタリアーノきたはら（ミュージックチェイス） – セカンド・マネージャー

### 美術スタッフ
- 吉川清美 – ボディー・ペインティング
- 前田弘史 – アート・ディレクション、デザイン
- 大川直人 – 写真撮影
- 多田美術 – オブジェクト制作
- アートボックス – オブジェクト制作

### その他スタッフ
- 梨子田まゆみ – コーディネーター
- やぎかずよし – コーディネーター
- 稲垣博司 – エグゼクティブ・プロデューサー
- 佐藤良明 – エグゼクティブ・プロデューサー
- 岩井“シャーク”周三（ミュージックチェイス） – エグゼクティブ・プロデューサー

### リイシュー盤スタッフ
- 椿洋也（ソニー・ミュージックダイレクト） – A&R
- 内藤哲也（ソニー・ミュージックスタジオ東京） – マスタリング
- 広瀬恵美（ソニー・ミュージックコミュニケーションズ） – プロダクト・コーディネーション
- 坂井智明 (Blanchic) – アートワーク・リファインメント
- 中島健作 (Blanchic) – アートワーク・リファインメント

## リリース日一覧
| No. | リリース日     | レーベル              | 規格         | カタログ番号 | 最高順位 | 備考                   | 出典                |
| --- | -------------- | --------------------- | ------------ | ------------ | -------- | ---------------------- | ------------------- |
| 1   | 1987年11月21日 | CBS・ソニー／FITZBEAT | LP           | 28AH-2264    | 8位      |                        | [ 2 ]               |
| 2   | 1987年11月21日 | CBS・ソニー／FITZBEAT | CT           | 28KH-2365    | 9位      |                        | [ 2 ]               |
| 3   | 1987年11月21日 | CBS・ソニー／FITZBEAT | CD           | 32DH-837     | 9位      |                        | [ 2 ] [ 24 ] [ 25 ] |
| 4   | 2013年4月10日  | GT music              | BSCD2        | MHCL-30046   | -        |                        | [ 32 ] [ 33 ]       |
| 5   | 2013年7月17日  | GT music              | AAC-LC       | -            | -        | デジタル・ダウンロード | [ 34 ]              |
| 6   | 2013年7月17日  | GT music              | ロスレスFLAC | -            | -        | デジタル・ダウンロード | [ 35 ]              |